# 8. Biathlon-Weltcup 2023/24 (Soldier Hollow)
Der 8. Weltcup der Biathlonsaison 2023/24 fand im Wintersportgebiet Soldier Hollow nahe der Kleinstadt Midway im US-Bundesstaat Utah statt. Damit wurden erstmals seit der Saison 2018/19 wieder Wettkämpfe in Nordamerika ausgetragen. Die Rennen auf den Biathlon- und Skilanglaufstrecken der Olympischen Winterspiele 2002 fanden vom 4. bis 10. März 2024 statt.

## Wettkampfprogramm
| Datum        | Männer    | Männer               | Frauen    | Frauen             |
| ------------ | --------- | -------------------- | --------- | ------------------ |
| Fr, 08.03.24 | 20:25 Uhr | Staffel (4 × 7,5 km) | 23:00 Uhr | Sprint (7,5 km)    |
| Sa, 09.03.24 | 23:00 Uhr | Sprint (10 km)       | 20:25 Uhr | Staffel (4 × 6 km) |
| So, 10.03.24 | 18:50 Uhr | Verfolgung (12,5 km) | 17:00 Uhr | Verfolgung (10 km) |

## Teilnehmende Nationen und Athleten
| Nation               | Anzahl               | Athlet | Athletin |
| Europa (19 Nationen) | Europa (19 Nationen) | Europa (19 Nationen) | Europa (19 Nationen) |
| -------------------- | -------------------- | --- | --- |
| Belgien              | 4+2                  | César Beauvais, Florent Claude, Thierry Langer, Marek Mackels                                                                                              | Eve Bouvard, Lotte Lie |
| Bulgarien            | (4)+(4)              | Wladimir Iliew, Wassil Saschew, Anton Sinapow, Blagoj Todew                                                                                                | Lora Christowa, Walentina Dimitrowa, Daniela Kadewa, Marija Sdrawkowa                                                                                 |
| Deutschland          | 7+6                  | Benedikt Doll, Philipp Horn, Johannes Kühn, Philipp Nawrath, Roman Rees, Danilo Riethmüller, Justus Strelow                                                | Selina Grotian, Janina Hettich-Walz, Julia Kink, Johanna Puff, Sophia Schneider, Vanessa Voigt                                                        |
| Estland              | 4+4                  | Jakob Kulbin, Raido Ränkel, Kristo Siimer, Rene Zahkna | Regina Ermits, Susan Külm, Johanna Talihärm, Tuuli Tomingas                                                                                           |
| Finnland             | 4+4                  | Otto Invenius, Heikki Laitinen, Jaakko Ranta, Tero Seppälä                                                                                                 | Noora Kaisa Keränen, Venla Lehtonen, Sonja Leinamo, Suvi Minkkinen                                                                                    |
| Frankreich           | 6+5                  | Fabien Claude, Quentin Fillon Maillet, Antonin Guigonnat, Émilien Jacquelin, Oscar Lombardot, Éric Perrot                                                  | Justine Braisaz-Bouchet, Gilonne Guigonnat, Lou Jeanmonnot, Jeanne Richard, Julia Simon                                                               |
| Italien              | 5+6                  | Didier Bionaz, Patrick Braunhofer, Tommaso Giacomel, Lukas Hofer, Elia Zeni                                                                                | Hannah Auchentaller, Michela Carrara, Samuela Comola, Rebecca Passler, Beatrice Trabucchi, Lisa Vittozzi                                              |
| Lettland             | (4)+3                | Renārs Birkentāls, Edgars Mise, Aleksandrs Patrijuks, Andrejs Rastorgujevs                                                                                 | Baiba Bendika, Sanita Buliņa, Annija Sabule |
| Litauen              | 4+3                  | Maksim Fomin, Tomas Kaukėnas, Jokūbas Mačkinė, Vytautas Strolia                                                                                            | Natalija Kočergina, Judita Traubaitė, Lidia Žurauskaitė                                                                                               |
| Norwegen             | 8+7                  | Johan-Olav Botn, Johannes Thingnes Bø, Tarjei Bø, Vetle Sjåstad Christiansen, Johannes Dale-Skjevdal, Sturla Holm Lægreid, Vebjørn Sørum, Endre Strømsheim | Juni Arnekleiv, Marthe Kråkstad Johansen, Emilie Ågheim Kalkenberg, Maren Kirkeeide, Karoline Offigstad Knotten, Ida Lien, Ingrid Landmark Tandrevold |
| Österreich           | 5+5                  | Simon Eder, Patrick Jakob, David Komatz, Magnus Oberhauser, Dominic Unterweger                                                                             | Anna Gandler, Lisa Hauser, Anna Juppe, Lea Rothschopf, Tamara Steiner                                                                                 |
| Polen                | 4+4                  | Konrad Badacz, Jan Guńka, Kacper Guńka, Marcin Zawół | Joanna Jakieła, Anna Mąka, Natalia Sidorowicz, Kamila Żuk                                                                                             |
| Rumänien             | 4+3                  | George Buta, George Colțea, Cornel Puchianu, Dmitri Schamajew                                                                                              | Andreea Mezdrea, Anastassija Tolmatschowa, Jelena Tschirkowa                                                                                          |
| Schweden             | 6+6                  | Viktor Brandt, Anton Ivarsson, Peppe Femling, Jesper Nelin, Martin Ponsiluoma, Sebastian Samuelsson                                                        | Mona Brorsson, Anna-Karin Heijdenberg, Anna Magnusson, Stina Nilsson, Elvira Öberg, Hanna Öberg                                                       |
| Schweiz              | 5+5                  | Joscha Burkhalter, Jeremy Finello, Niklas Hartweg, Gion Stalder, Sebastian Stalder                                                                         | Amy Baserga, Aita Gasparin, Lena Häcki-Groß, Lea Meier, Susanna Meinen                                                                                |
| Slowakei             | 2+3                  | Damián Cesnek, Tomáš Sklenárik | Anastasiya Kuzmina, Mária Remeňová, Zuzana Remeňová                                                                                                   |
| Slowenien            | 4+4                  | Miha Dovžan, Jakov Fak, Lovro Planko, Toni Vidmar | Polona Klemenčič, Anamarija Lampič, Lena Repinc, Kaja Zorč                                                                                            |
| Tschechien           | 5+5                  | Vítězslav Hornig, Mikuláš Karlík, Michal Krčmář, Jonáš Mareček, Jakub Štvrtecký                                                                            | Lucie Charvátová, Markéta Davidová, Jessica Jislová, Kristýna Otcovská, Tereza Voborníková                                                            |
| Ukraine              | 5+5                  | Anton Dudtschenko, Taras Lessjuk, Denys Nassyko, Dmytro Pidrutschnyj, Artem Pryma                                                                          | Chrystyna Dmytrenko, Julija Dschyma, Anna Krywonos, Anastassija Merkuschyna, Iryna Petrenko                                                           |
| Amerika (2 Nationen) |                      | | |
| Kanada               | 4+4                  | Zachary Connelly, Christian Gow, Logan Pletz, Adam Runnalls                                                                                                | Emily Dickson, Emma Lunder, Nadia Moser, Benita Peiffer                                                                                               |
| Vereinigte Staaten   | 4+4                  | Vincent Bonacci, Jake Brown, Sean Doherty, Campbell Wright                                                                                                 | Kelsey Dickinson, Margie Freed, Deedra Irwin, Chloe Levins                                                                                            |
| Asien (2 Nationen)   |                      | | |
| Kasachstan           | (4)+(4)              | Nikita Akimow, Ässet Düissenow, Wladislaw Kirejew, Alexander Muchin                                                                                        | Polina Jegorowa, Arina Krjukowa, Alina Skripkina, Galina Wischnewskaja-Scheporenko                                                                    |
| Südkorea             | 2+3                  | Timofei Lapschin, Alexander Starodubez | Jekaterina Awwakumowa, Choi Yoo-nah, Ko Eun-jung |

## Ausgangslage
Im letzten Weltcup einer Saison werden immer, von den regulären Startplätzen unabhängig, zusätzliche Quotenplätze vergeben. Diese gelten für die Top 10 der Gesamtwertung des IBU-Cups (wer startet, entscheidet der Verband) und für die beiden erfolgreichsten Teilnehmer pro Geschlecht bei den Juniorenweltmeisterschaften. Da die letzten beiden Weltcups in Nordamerika stattfanden, war diese Regel von Seiten der IBU dahingehend geändert worden, dass an beiden Stationen von den Topnationen mehr als sechs Athleten nominiert werden durften. Die Punktbesten der Junioren-WM Isak Frey und Julia Tannheimer starteten allerdings aus unterschiedlichen Gründen nicht; während sich Tannheimer auf ihr Abitur konzentrierte, war Frey vom norwegischen Verband schlichtweg nicht nominiert worden, was auch zu Unverständnis einiger Seiten führte.
Als Weltcupgesamtsieger gingen Johannes Thingnes Bø und Ingrid Landmark Tandrevold an den Start.
Das norwegische Team setzte zusätzlich auf den im IBU-Cup gut platzierten Johan-Olav Botn sowie Vebjørn Sørum, im Frauenteam war Marthe Kråkstad Johansen wieder zurück. Bei den Schweden war die zuletzt bei der Junioren-WM am Start gewesene Sara Andersson zurück in der Mannschaft. Sophie Chauveau wurde aufgrund eines Kuba-Urlaubs zwei Jahre zuvor die Einreise in die USA verweigert.
Im deutschen Team kam Julia Kink zu ihrem Weltcupdebüt, zudem war Danilo Riethmüller als Zusatz zurück im Team. Elisa Gasparin hatte vor den Wettkämpfen wegen Formschwäche ihre Saison beendet und wurde von Susanna Meinen ersetzt, die erstmals seit gut vier Jahren wieder im Weltcup startete.
Die Verbände einiger kleinerer Nationen entsandte keine Athleten nach Nordamerika, so beispielsweise Moldawien und Kroatien.

## Ergebnisse
| 8. Weltcup in Soldier Hollow, 4. bis 10. März 2024 | 8. Weltcup in Soldier Hollow, 4. bis 10. März 2024 | 8. Weltcup in Soldier Hollow, 4. bis 10. März 2024                                    | 8. Weltcup in Soldier Hollow, 4. bis 10. März 2024                     | 8. Weltcup in Soldier Hollow, 4. bis 10. März 2024                    |
| -------------------------------------------------- | -------------------------------------------------- | ------------------------------------------------------------------------------------- | ---------------------------------------------------------------------- | --------------------------------------------------------------------- |
| Datum                                              | Disziplin                                          | Erster Platz                                                                          | Zweiter Platz                                                          | Dritter Platz                                                         |
| 8. März 2024 (Fr.)                                 | Staffel (4 × 7,5 km)                               | NorwegenSturla Holm Lægreid Tarjei Bø Johannes Thingnes Bø Vetle Sjåstad Christiansen | ItalienPatrick Braunhofer Tommaso Giacomel Didier Bionaz Lukas Hofer   | DeutschlandJustus Strelow Johannes Kühn Benedikt Doll Philipp Nawrath |
| 8. März 2024 (Fr.)                                 | Sprint (7,5 km)                                    | Éric Perrot                                                                           | Émilien Jacquelin                                                      | Johan-Olav Botn                                                       |
| 9. März 2024 (Sa.)                                 | Staffel (4 × 6 km)                                 | NorwegenJuni Arnekleiv Ida Lien Karoline Offigstad Knotten Ingrid Landmark Tandrevold | DeutschlandJanina Hettich-Walz Selina Grotian Vanessa Voigt Julia Kink | SchwedenAnna Magnusson Mona Brorsson Hanna Öberg Elvira Öberg         |
| 9. März 2024 (Sa.)                                 | Sprint (10 km)                                     | Justine Braisaz-Bouchet                                                               | Ingrid Landmark Tandrevold                                             | Lou Jeanmonnot                                                        |
| 10. März 2024 (So.)                                | Verfolgung (10 km)                                 | Lou Jeanmonnot                                                                        | Lisa Vittozzi                                                          | Julia Simon                                                           |
| 10. März 2024 (So.)                                | Verfolgung (12,5 km)                               | Johannes Thingnes Bø                                                                  | Tarjei Bø                                                              | Émilien Jacquelin                                                     |

## Verlauf

### Staffel

#### Männer
Start: Freitag, 8. März 2024, 20:25 Uhr
| Platz | Land               | Sportler                                                                      | Zeit        | Strafrunden + Nachlader            |
| ----- | ------------------ | ----------------------------------------------------------------------------- | ----------- | ---------------------------------- |
| 1     | Norwegen           | Sturla Holm Lægreid Tarjei Bø Johannes Thingnes Bø Vetle Sjåstad Christiansen | 1:13:12,3 h | 0+0 3+3 0+0 0+1 0+0 0+0 0+0 0+1    |
| 2     | Italien            | Patrick Braunhofer Tommaso Giacomel Didier Bionaz Lukas Hofer                 | +26,5       | 0+1 0+0 0+0 0+1 0+1 0+3 0+1 0+1    |
| 3     | Deutschland        | Justus Strelow Johannes Kühn Benedikt Doll Philipp Nawrath                    | +27,3       | 0+1 0+1 0+2 0+1 0+0 0+0 0+2 0+1    |
| 4     | Vereinigte Staaten | Vincent Bonacci Sean Doherty Campbell Wright Jake Brown                       | +1:30,0     | 0+0 0+0 0+2 0+1 0+1 0+0 0+2 1+3    |
| 5     | Schweden           | Viktor Brandt Jesper Nelin Sebastian Samuelsson Martin Ponsiluoma             | +1:46,5     | 1+3 0+0 0+2 0+1 0+1 0+0 0+2 0+1    |
| 6     | Österreich         | Dominic Unterweger Simon Eder David Komatz Patrick Jakob                      | +3:12,1     | 0+2 0+1 0+0 0+0 0+1 0+1 0+2 0+1    |
| 7     | Finnland           | Jaakko Ranta Tero Seppälä Heikki Laitinen Otto Invenius                       | +3:34,7     | 0+0 0+0 0+0 0+2 0+0 1+3 0+1 0+3    |
| 8     | Frankreich         | Fabien Claude Émilien Jacquelin Éric Perrot Antonin Guigonnat                 | +3:34,9     | 0+1 0+2 0+0 2+3 2+3 0+1 0+0 0+3    |
| 9     | Ukraine            | Artem Pryma Dmytro Pidrutschnyj Witalij Mandsyn Anton Dudtschenko             | +3:57,4     | 0+0 0+0 0+0 0+1 0+1 1+3 0+1 0+1    |
| 10    | Lettland           | Renārs Birkentāls Edgars Mise Aleksandrs Patrijuks Andrejs Rastorgujevs       | +4:19,9     | 0+1 0+1 0+0 0+2 0+1 1+3 0+1 0+1    |
| 0     |                    |                                                                               |             |                                    |
| 20    | Belgien            | Florent Claude Marek Mackels Thierry Langer César Beauvais                    |             | 0+3 0+1 0+1 0+2 0+3 2+3 überrundet |
| 21    | Schweiz            | Joscha Burkhalter Sebastian Stalder Jeremy Finello Niklas Hartweg             |             | 2+3 0+0 0+2 0+1 0+2 1+3 überrundet |

Gemeldet und am Start: 21 Staffeln
Überrundet: 2
Trotz dreier Strafrunden zu Beginn gelang es der norwegischen Staffel, auch das letzte Herrenrennen des Winters zu gewinnen. Dahinter lieferten sich Lukas Hofer und Philipp Nawrath auf der Schlussrunde einen packenden Kampf, bei dem der Italiener am Ende sprichwörtlich das bessere Ende hatte. Mit dem vierten Rang stellten die US-Amerikaner vor heimischem Publikum ihr zweitbestes Staffelresultat der Geschichte auf, nur in den Achtzigerjahren war ein Team besser und einmal auf dem Podest gestanden. Zum ersten Mal seit der Saison 2017/18 gelang es auch der lettischen Staffel, wieder ein Top-10-Ergebnis zu erzielen. Die Franzosen, durch Claude noch in Führung gelegen, fiel ziemlich weit zurück, die Schweizer Staffel wurde nach schwachem Start gar überrundet.

#### Frauen
Start: Samstag, 8. März 2024, 20:25 Uhr
| Platz | Land        | Sportler                                                                      | Zeit        | Strafrunden + Nachlader         |
| ----- | ----------- | ----------------------------------------------------------------------------- | ----------- | ------------------------------- |
| 1     | Norwegen    | Juni Arnekleiv Ida Lien Karoline Offigstad Knotten Ingrid Landmark Tandrevold | 1:04:15,5 h | 0+0 0+1 0+1 0+1 0+0 0+1         |
| 2     | Deutschland | Janina Hettich-Walz Selina Grotian Vanessa Voigt Julia Kink                   | +17,2       | 0+0 0+3 0+1 0+2 0+0 0+0 0+0 0+1 |
| 3     | Schweden    | Anna Magnusson Mona Brorsson Hanna Öberg Elvira Öberg                         | +42,0       | 0+1 0+2 0+1 0+1 0+2 0+1 0+0 0+2 |
| 4     | Österreich  | Lisa Hauser Lea Rothschopf Anna Juppe Anna Gandler                            | +1:36,0     | 0+1 0+0 0+0 0+2 0+1 0+1 0+0 0+0 |
| 5     | Tschechien  | Jessica Jislová Tereza Voborníková Markéta Davidová Lucie Charvátová          | +1:40,5     | 0+0 0+1 0+0 0+0 0+2 0+0 0+0 2+3 |
| 6     | Frankreich  | Gilonne Guigonnat Justine Braisaz-Bouchet Jeanne Richard Lou Jeanmonnot       | +2:01,8     | 0+1 0+1 0+1 1+3 0+0 1+3 0+0 0+1 |
| 7     | Ukraine     | Anastassija Merkuschyna Julija Dschyma Chrystyna Dmytrenko Iryna Petrenko     | +2:17,8     | 0+1 0+1 0+1 0+0 0+0 0+1         |
| 8     | Polen       | Natalia Sidorowicz Kamila Żuk Anna Mąka Joanna Jakieła                        | +2:21,5     | 0+0 0+0 0+2 0+2 0+2 0+0 0+1 0+0 |
| 9     | Italien     | Samuela Comola Hannah Auchentaller Michela Carrara Beatrice Trabucchi         | +2:31,6     | 0+0 0+1 0+0 1+3 0+2 0+2 0+0 0+0 |
| 10    | Slowenien   | Lena Repinc Polona Klemenčič Kaja Zorč Anamarija Lampič                       | +3:17,4     | 0+1 0+0 0+0 0+1 0+1 2+3         |
| 0     |             |                                                                               |             |                                 |
| 12    | Schweiz     | Lea Meier Lena Häcki-Groß Susanna Meinen Aita Gasparin                        | +4:42,2     | 0+2 0+0 0+3 1+3 0+3 2+3 0+1 0+0 |

Gemeldet: 17 Staffeln
Nicht am Start:  Estland
Überrundet: 3
Dank einer starken Leistung am Schießstand gelang es den Norwegerinnen, zum dritten Mal im Winter einen Staffelwettkampf für sich zu entscheiden. Die deutsche Mannschaft, in der kurz vor Rennbeginn noch die leicht erkältete Sophia Schneider durch Julia Kink ersetzt wurde, hielt sich das gesamte Rennen über an der Spitze und erreichte einen durchaus überraschenden zweiten Rang. Hinter Schweden realisierten die Österreicherinnen ihr bestes Staffelergebnis der Geschichte, für Polen gab es das beste Weltcupresultat der Saison.

### Sprint

#### Frauen
Start: Freitag, 8. März 2024, 23:00 Uhr
| Platz | Sportler                   | Zeit        | Schießfehler |
| ----- | -------------------------- | ----------- | ------------ |
| 1     | Justine Braisaz-Bouchet    | 20:42,7 min | 1+0          |
| 2     | Ingrid Landmark Tandrevold | +13,4       | 0+0          |
| 3     | Lou Jeanmonnot             | +19,2       | 0+0          |
| 4     | Lisa Vittozzi              | +29,1       | 0+0          |
| 5     | Karoline Offigstad Knotten | +48,2       | 0+0          |
| 6     | Anna Gandler               | +1:02,0     | 0+0          |
| 7     | Julia Simon                | +1:15,2     | 0+3          |
| 8     | Aita Gasparin              | +1:17,8     | 0+0          |
| 9     | Lena Häcki-Groß            | +1:19,2     | 0+2          |
| 10    | Tuuli Tomingas             | +1:22,8     | 0+2          |
| 0     |                            |             |              |
| 12    | Lotte Lie                  | +1:37,0     | 0+0          |
| 13    | Selina Grotian             | +1:38,7     | 1+0          |
| 19    | Michela Carrara            | +1:51,5     | 0+2          |
| 20    | Janina Hettich-Walz        | +1:57,2     | 0+2          |
| 25    | Samuela Comola             | +2:04,3     | 0+0          |
| 27    | Lisa Hauser                | +2:07,6     | 1+1          |
| 35    | Hannah Auchentaller        | +2:34,5     | 2+1          |
| 36    | Vanessa Voigt              | +2:34,8     | 0+1          |
| 39    | Beatrice Trabucchi         | +2:40,1     | 0+2          |
| 42    | Julia Kink                 | +2:44,6     | 1+1          |
| 44    | Anna Juppe                 | +2:49,0     | 2+2          |
| 48    | Sophia Schneider           | +3:01,2     | 1+2          |
| 49    | Lea Meier                  | +3:03,6     | 1+1          |
| 51    | Lea Rothschopf             | +3:07,7     | 1+2          |
| 53    | Rebecca Passler            | +3:11,9     | 0+2          |
| 65    | Johanna Puff               | +3:42,0     | 0+3          |
| 67    | Susanna Meinen             | +3:43,5     | 1+3          |
| 84    | Eve Bouvard                | +4:38,5     | 4+2          |
| 92    | Tamara Steiner             | +5:51,1     | 2+3          |

Gemeldet: 97
Nicht am Start: 3
Trotz eines Schießfehlers sicherte sich Justine Braisaz-Bouchet ihren dritten Sprintsieg der Saison, maßgeblich dafür war die zweitschnellste Laufzeit aller Athletinnen. Tandrevold und Jeanmonnot liefen erneut aufs Podest. Unter den besten Zehn verwirklichten zwei Athletinnen ihre persönliche Bestleistung, dabei handelte es sich um Anna Gandler und Aita Gasparin. Weitere Weltcupbestresultate und Ranglistenpunkte gab es für Selina Grotian (12.), Regina Ermits (15.), Michela Carrara (19.) und Margie Freed (32.), für Emma Lunder (14.) gab es nach einer eher schwachen Saison auch einen Lichtblick. Den Verfolger verpassten unter anderem Juni Arnekleiv und Sara Andersson, Amy Baserga ging aufgrund einer Knieverletzung nicht an den Start.

#### Männer
Start: Samstag, 9. März 2024, 23:00 Uhr
| Platz | Sportler                   | Zeit        | Schießfehler |
| ----- | -------------------------- | ----------- | ------------ |
| 1     | Éric Perrot                | 22:19,8 min | 0+0          |
| 2     | Émilien Jacquelin          | +3,9        | 0+2          |
| 3     | Johan-Olav Botn            | +11,3       | 0+0          |
| 4     | Sturla Holm Lægreid        | +12,9       | 0+1          |
| 5     | Sebastian Samuelsson       | +16,3       | 0+0          |
| 6     | Campbell Wright            | +20,0       | 0+1          |
| 7     | Tarjei Bø                  | +21,6       | 0+2          |
| 8     | Tommaso Giacomel           | +30,8       | 1+1          |
| 9     | Vetle Sjåstad Christiansen | +32,9       | 1+0          |
| 10    | Johannes Kühn              | +33,4       | 0+1          |
| 0     |                            |             |              |
| 13    | Philipp Horn               | +45,0       | 0+1          |
| 16    | Justus Strelow             | +57,1       | 0+0          |
| 19    | Florent Claude             | +1:03,5     | 0+1          |
| 21    | Niklas Hartweg             | +1:04,4     | 1+0          |
| 22    | Lukas Hofer                | +1:05,7     | 2+1          |
| 23    | Danilo Riethmüller         | +1:17,2     | 1+0          |
| 24    | Sebastian Stalder          | +1:18,3     | 0+1          |
| 25    | Philipp Nawrath            | +1:25,5     | 0+2          |
| 27    | Benedikt Doll              | +1:29,8     | 2+1          |
| 28    | Didier Bionaz              | +1:30,6     | 3+0          |
| 29    | Simon Eder                 | +1:31,8     | 0+1          |
| 35    | Patrick Braunhofer         | +1:40,9     | 0+0          |
| 47    | Elia Zeni                  | +2:00,7     | 0+1          |
| 59    | David Komatz               | +2:15,5     | 1+1          |
| 65    | Roman Rees                 | +2:25,3     | 2+1          |
| 68    | Dominic Unterweger         | +2:30,4     | 1+1          |
| 69    | Joscha Burkhalter          | +2:30,7     | 0+3          |
| 83    | Magnus Oberhauser          | +3:03,9     | 2+1          |
| 85    | Marek Mackels              | +3:11,6     | 1+2          |
| 89    | Gion Stalder               | +3:19,7     | 0+1          |
| 91    | Jeremy Finello             | +3:37,2     | 4+3          |
| 94    | César Beauvais             | +3:43,9     | 2+1          |
| 95    | Patrick Jakob              | +3:49,5     | 1+3          |

Gemeldet und am Start: 100
Im knappsten Sprintwettkampf der Saison standen am Ende zwei Franzosen ganz oben: Éric Perrot sicherte sich mit einer starken Schlussrunde im Alter von 22 Jahren seinen ersten Weltcupsieg, Émilien Jacquelin sicherte sich sein erstes Saisonpodest und überzeugte vor allem in der Loipe. Drittplatzierter wurde mit der drittletzten Startnummer Johan-Olav Botn, der seinen erst dritten Weltcup bestritt und Sturla Holm Lægreid noch abfangen konnte. Campbell Wright verbesserte sein persönliches Topresultat ein weiteres Mal und klassierte sich trotz eines Schießfehlers vor heimischem Publikum auf dem sechsten Rang. Sein Saisonbestergebnis erzielte Timofei Lapschin als Zwölfter, erstmals Weltcuppunkte gewann Kristo Siimer als 18. Auch Blagoj Todew realisierte als 32. sein persönlich bestes Weltcupergebnis.
Einen kapitalen Fehler leistete sich Quentin Fillon Maillet, der nach einem Fehler im Stehendanschlag die Strafrunde nicht lief, so eine zweiminütige Zeitstrafe erhielt und damit womöglich den Sieg des Wettkampfes vergab.

### Verfolgung

#### Frauen
Start: Sonntag, 10. März 2024, 17:00 Uhr
| Platz | Sportler                   | Zeit        | Schießfehler |
| ----- | -------------------------- | ----------- | ------------ |
| 1     | Lou Jeanmonnot             | 26:51,7 min | 0+0+1+0      |
| 2     | Lisa Vittozzi              | 0,4         | 0+1+0+0      |
| 3     | Julia Simon                | +1:01,0     | 1+0+0+1      |
| 4     | Karoline Offigstad Knotten | +1:09,1     | 1+0+1+0      |
| 5     | Lena Häcki-Groß            | +1:14,9     | 0+1+1+0      |
| 6     | Tuuli Tomingas             | +1:24,7     | 0+0+1+1      |
| 7     | Justine Braisaz-Bouchet    | +1:25,2     | 0+2+2+2      |
| 8     | Anna Gandler               | +1:26,2     | 0+1+1+0      |
| 9     | Markéta Davidová           | +1:26,4     | 0+0+1+1      |
| 10    | Elvira Öberg               | +1:50,3     | 0+0+1+0      |
| 0     |                            |             |              |
| 13    | Selina Grotian             | +2:03,4     | 1+1+0+0      |
| 14    | Janina Hettich-Walz        | +2:04,5     | 0+2+0+0      |
| 15    | Aita Gasparin              | +2:26,6     | 1+0+1+0      |
| 16    | Vanessa Voigt              | +2:42,1     | 0+0+1+0      |
| 21    | Samuela Comola             | +2:57,8     | 0+0+1+0      |
| 29    | Lotte Lie                  | +3:28,5     | 1+0+0+1      |
| 32    | Michela Carrara            | +3:41,0     | 2+1+3+0      |
| 33    | Lisa Hauser                | +3:43,7     | 3+1+1+0      |
| 35    | Beatrice Trabucchi         | +3:59,1     | 1+0+1+0      |
| 38    | Julia Kink                 | +4:08,4     | 0+1+1+1      |
| 45    | Hannah Auchentaller        | +4:47,0     | 0+2+0+1      |
| 49    | Rebecca Passler            | +5:12,7     | 1+1+1+1      |
| 50    | Lea Rothschopf             | +5:20,1     | 0+1+2+1      |
| 51    | Anna Juppe                 | +5:45,7     | 1+2+2+0      |
| DNS   | Sophia Schneider           |             |              |
| DNS   | Lea Meier                  |             |              |

Gemeldet: 60
Nicht am Start: 5
Überrundet: 2
Eine extrem spannende Schlussrunde boten sich Lou Jeanmonnot und Lisa Vittozzi, erst im Zielsprint hatte Jeanmonnot hier sprichwörtlich die Nase vorn. Mit einem ordentlichen Abstand klassierte sich Julia Simon auf dem dritten Platz. Mit Athletinnen wie Knotten, Häcki-Groß und Tomingas, die ihr Karrierebestergebnis einstellte, belegten verschiedene Nationen die nächsten Plätze. Auch Anna Gandler, Selina Grotian und Aita Gasparin erzielten wieder respektable Resultate, Julia Kink gewann als 38. erstmals Weltcuppunkte. Alle zwanzig Scheiben trafen Tereza Voborníková (12.) und Maren Kirkeeide (30.), letztere machte mit 26 Plätzen auch die meisten Positionen gut.

#### Männer
Start: Sonntag, 10. März 2024, 18:50 Uhr
| Platz | Sportler             | Zeit        | Schießfehler |
| ----- | -------------------- | ----------- | ------------ |
| 1     | Johannes Thingnes Bø | 30:02,0 min | 0+0+0+1      |
| 2     | Tarjei Bø            | +6,4        | 1+0+1+0      |
| 3     | Émilien Jacquelin    | +7,1        | 0+0+3+0      |
| 4     | Sturla Holm Lægreid  | +7,7        | 0+0+1+1      |
| 5     | Sebastian Samuelsson | +40,5       | 0+2+0+1      |
| 6     | Tommaso Giacomel     | +48,8       | 0+1+1+1      |
| 7     | Martin Ponsiluoma    | +1:00,7     | 1+0+2+0      |
| 8     | Éric Perrot          | +1:03,4     | 1+1+1+0      |
| 9     | Endre Strømsheim     | +1:06,4     | 1+1+1+1      |
| 10    | Johan-Olav Botn      | +1:14,8     | 2+1+1+1      |
| 11    | Philipp Horn         | +1:22,7     | 0+1+1+0      |
| 0     |                      |             |              |
| 13    | Johannes Kühn        | +1:39,9     | 0+0+1+3      |
| 16    | Danilo Riethmüller   | +1:49,8     | 0+1+0+0      |
| 18    | Didier Bionaz        | +2:07,0     | 1+1+0+0      |
| 19    | Justus Strelow       | +2:07,9     | 0+0+1+0      |
| 22    | Lukas Hofer          | +2:31,5     | 0+1+1+2      |
| 23    | Florent Claude       | +2:34,9     | 1+0+1+0      |
| 25    | Benedikt Doll        | +2:35,8     | 2+0+2+1      |
| 30    | Elia Zeni            | +3:26,0     | 0+0+0+0      |
| 31    | Philipp Nawrath      | +3:31,7     | 0+1+2+2      |
| 35    | Simon Eder           | +3:45,3     | 1+1+0+1      |
| 36    | Sebastian Stalder    | +4:01,2     | 0+2+0+2      |
| 44    | Patrick Braunhofer   | +4:44,2     | 0+1+1+1      |
| 46    | David Komatz         | +4:45,1     | 0+1+1+0      |
| DNS   | Niklas Hartweg       |             |              |

Gemeldet: 60
Nicht am Start: 4
Überrundet:  Jakob Kulbin
Nicht beendet:  Artem Pryma
Mit einer furiosen Aufholjagd holte sich Johannes Thingnes Bø einen weiteren Verfolgungssieg und auch einen größeren Abstand zwischen sich und seinen Bruder, der sich auf dem zweiten Rang klassierte, in der Weltcupgesamtwertung. Auf dem dritten Rang kam Émilien Jacquelin ins Ziel; dieser war zur Rennhälfte noch in Führung gelegen, leistete sich aber im dritten Anschlag drei Schießfehler. Eindruck hinterließ erneut Danilo Riethmüller, der sein zweitbestes Weltcupresultat erzielte. Seine Karrierebestleistung einstellen konnte Blagoj Todew (32.), alle Scheiben traf lediglich Elia Zeni auf Rang 30. Die meisten Positionen machte Fabien Claude gut, der von 37 auf 17 lief.

## Auswirkungen

### Auf den Gesamtweltcup
| Rang | Name                       | Punkte | Siege | Verän- derung |
| ---- | -------------------------- | ------ | ----- | ------------- |
| 1    | Johannes Thingnes Bø       | 992    | 5     |               |
| 2    | Tarjei Bø                  | 930    | 1     |               |
| 3    | Sturla Holm Lægreid        | 828    | 2     |               |
| 4    | Johannes Dale-Skjevdal     | 821    | 1     |               |
| 5    | Vetle Sjåstad Christiansen | 734    | 2     |               |
| 6    | Endre Strømsheim           | 667    | 1     |               |
| 7    | Martin Ponsiluoma          | 584    | 0     |               |
| 8    | Benedikt Doll              | 570    | 2     |               |
| 9    | Johannes Kühn              | 554    | 0     |               |
| 10   | Sebastian Samuelsson       | 552    | 0     |               |

| Rang | Name                       | Punkte | Siege | Verän- derung |
| ---- | -------------------------- | ------ | ----- | ------------- |
| 1    | Ingrid Landmark Tandrevold | 964    | 3     |               |
| 2    | Lisa Vittozzi              | 891    | 2     |               |
| 3    | Justine Braisaz-Bouchet    | 881    | 5     |               |
| 4    | Julia Simon                | 858    | 2     |               |
| 5    | Lou Jeanmonnot             | 828    | 3     |               |
| 6    | Elvira Öberg               | 753    | 1     |               |
| 7    | Lena Häcki-Groß            | 731    | 2     |               |
| 8    | Karoline Offigstad Knotten | 627    | 0     |               |
| 9    | Vanessa Voigt              | 557    | 0     |               |
| 10   | Franziska Preuß            | 539    | 0     |               |

### Auf den Staffelweltcup
Sowohl bei den Herren als auch bei den Damen ging die kleine Kristallkugel nach Norwegen. Dabei war der Vorsprung im Männerfeld deutlich größer, auf den Rängen zwei und drei landeten hier Deutschland und Italien. Die Italiener schoben sich dank des zweiten Ranges noch an Frankreich vorbei, dahinter folgte Schweden. Österreich, die Schweiz und Belgien schlossen den Winter auf den Plätzen 6, 7 und 20 ab. Die Entscheidung über die Wertung der Frauenstaffel war weniger deutlich, aber nicht knapp: Norwegen siegte mit 31 Punkten Vorsprung vor Schweden, die Französinnen komplettierten das Podest. Mit Deutschland, Italien, der Schweiz, Tschechien und Österreich folgten auch hier erwartbare Nationen auf den weiteren Plätzen.

## Debütanten
Folgende Athleten nahmen zum ersten Mal an einem Biathlon-Weltcup teil. Dabei konnte es sich sowohl um Individualrennen, als auch um Staffelrennen handeln.
| Männer | Frauen            |
| ------ | ----------------- |
|        | Julia Kink        |
|        | Kristýna Otcovská |